# Iowa Corn Indy 250 de 2011
O Iowa Corn Indy 250 de 2011 foi a oitava corrida da temporada de 2011 da IndyCar Series. A corrida foi disputada no dia 25 de junho no Iowa Speedway, localizado na cidade de Newton, Iowa. O vencedor foi o estadunidense Marco Andretti, da equipe Andretti Autosport.

## Pilotos e Equipes
| Nº | Piloto                 | Equipe                       | Chassis | Motor | Pneu |
| -- | ---------------------- | ---------------------------- | ------- | ----- | ---- |
| 2  | Oriol Servià           | Newman/Haas Racing           | Dallara | Honda | F    |
| 3  | Hélio Castroneves      | Team Penske                  | Dallara | Honda | F    |
| 4  | J. R. Hildebrand (R)   | Panther Racing               | Dallara | Honda | F    |
| 5  | Takuma Sato            | KV Racing Technology - Lotus | Dallara | Honda | F    |
| 6  | Ryan Briscoe           | Team Penske                  | Dallara | Honda | F    |
| 06 | James Hinchcliffe (R)  | Newman/Haas Racing           | Dallara | Honda | F    |
| 7  | Danica Patrick         | Andretti Autosport           | Dallara | Honda | F    |
| 9  | Scott Dixon            | Chip Ganassi Racing          | Dallara | Honda | F    |
| 10 | Dario Franchitti       | Chip Ganassi Racing          | Dallara | Honda | F    |
| 12 | Will Power             | Team Penske                  | Dallara | Honda | F    |
| 14 | Vitor Meira            | A. J. Foyt Enterprises       | Dallara | Honda | F    |
| 18 | James Jakes (R)        | Dale Coyne Racing            | Dallara | Honda | F    |
| 19 | Alex Lloyd             | Dale Coyne Racing            | Dallara | Honda | F    |
| 22 | Justin Wilson          | Dreyer & Reinbold Racing     | Dallara | Honda | F    |
| 24 | Ana Beatriz (R)        | Dreyer & Reinbold Racing     | Dallara | Honda | F    |
| 26 | Marco Andretti         | Andretti Autosport           | Dallara | Honda | F    |
| 27 | Mike Conway            | Andretti Autosport           | Dallara | Honda | F    |
| 28 | Ryan Hunter-Reay       | Andretti Autosport           | Dallara | Honda | F    |
| 34 | Sebastian Saavedra (R) | Conquest Racing              | Dallara | Honda | F    |
| 38 | Graham Rahal           | Chip Ganassi Racing          | Dallara | Honda | F    |
| 59 | E. J. Viso             | KV Racing Technology - Lotus | Dallara | Honda | F    |
| 67 | Ed Carpenter           | Sarah Fisher Racing          | Dallara | Honda | F    |
| 77 | Alex Tagliani          | Sam Schmidt Motorsports      | Dallara | Honda | F    |
| 78 | Simona de Silvestro    | HVM Racing                   | Dallara | Honda | F    |
| 82 | Tony Kanaan            | KV Racing Technology - Lotus | Dallara | Honda | F    |
| 83 | Charlie Kimball (R)    | Chip Ganassi Racing          | Dallara | Honda | F    |

- (R) - Rookie

## Resultados

### Treino classificatório
| 1         | 5  | Takuma Sato            | KV Racing Technology - Lotus | 17.8496 | 17.8361 | 35.6857   |
| 2         | 7  | Danica Patrick         | Andretti Autosport           | 17.8960 | 17.8224 | 35.7184   |
| 3         | 82 | Tony Kanaan            | KV Racing Technology - Lotus | 17.9301 | 17.8631 | 35.7932   |
| 4         | 4  | J. R. Hildebrand (R)   | Panther Racing               | 17.9376 | 17.9082 | 35.8458   |
| 5         | 12 | Will Power             | Team Penske                  | 17.9792 | 17.8856 | 35.8648   |
| 6         | 10 | Dario Franchitti       | Chip Ganassi Racing          | 17.9720 | 17.8929 | 35.8649   |
| 7         | 06 | James Hinchcliffe (R)  | Newman/Haas Racing           | 17.9730 | 17.9095 | 35.8825   |
| 8         | 28 | Ryan Hunter-Reay       | Andretti Autosport           | 17.9654 | 17.9332 | 35.8986   |
| 9         | 27 | Mike Conway            | Andretti Autosport           | 17.9803 | 17.9423 | 35.9226   |
| 10        | 6  | Ryan Briscoe           | Team Penske                  | 18.0488 | 17.9570 | 36.0058   |
| 11        | 2  | Oriol Servià           | Newman/Haas Racing           | 17.9995 | 18.0121 | 36.0116   |
| 12        | 22 | Justin Wilson          | Dreyer & Reinbold Racing     | 18.0239 | 18.0101 | 36.0340   |
| 13        | 3  | Hélio Castroneves      | Team Penske                  | 18.0539 | 17.9925 | 36.0464   |
| 14        | 67 | Ed Carpenter           | Sarah Fisher Racing          | 18.0481 | 18.0103 | 36.0584   |
| 15        | 77 | Alex Tagliani          | Sam Schmidt Motorsports      | 18.1036 | 17.9718 | 36.0754   |
| 16        | 14 | Vitor Meira            | A. J. Foyt Enterprises       | 18.0594 | 18.0284 | 36.0878   |
| 17        | 26 | Marco Andretti         | Andretti Autosport           | 18.1027 | 18.0257 | 36.1284   |
| 18        | 24 | Ana Beatriz (R)        | Dreyer & Reinbold Racing     | 18.1275 | 18.0706 | 36.1981   |
| 19        | 59 | E. J. Viso             | KV Racing Technology - Lotus | 18.1813 | 18.0457 | 36.2270   |
| 20        | 38 | Graham Rahal           | Chip Ganassi Racing          | 18.1723 | 18.0896 | 36.2619   |
| 21        | 83 | Charlie Kimball (R)    | Chip Ganassi Racing          | 18.1849 | 18.1237 | 36.3086   |
| 22        | 19 | Alex Lloyd             | Dale Coyne Racing            | 18.1865 | 18.1268 | 36.3133   |
| 23        | 9  | Scott Dixon            | Chip Ganassi Racing          | 18.5209 | 18.0968 | 36.6177   |
| 24        | 18 | James Jakes (R)        | Dale Coyne Racing            | 18.4789 | 18.6498 | 37.1287   |
| 25        | 34 | Sebastian Saavedra (R) | Conquest Racing              | —       | —       | sem tempo |
| 26        | 78 | Simona de Silvestro    | HVM Racing                   | —       | —       | sem tempo |
| Relatório |    |                        |                              |         |         |           |

- (R) - Rookie

### Corrida
| Pos                        | Nº | Piloto                 | Equipe                       | Voltas | Tempo        | Largada | Voltas na Liderança | Pontos |
| -------------------------- | -- | ---------------------- | ---------------------------- | ------ | ------------ | ------- | ------------------- | ------ |
| 1                          | 26 | Marco Andretti         | Andretti Autosport           | 250    | 1:53:00.1074 | 17      | 42                  | 50     |
| 2                          | 82 | Tony Kanaan            | KV Racing Technology - Lotus | 250    | +0.7942      | 3       | 25                  | 40     |
| 3                          | 9  | Scott Dixon            | Chip Ganassi Racing          | 250    | +1.1077      | 23      | 0                   | 35     |
| 4                          | 4  | J. R. Hildebrand (R)   | Panther Racing               | 250    | +1.4866      | 4       | 4                   | 32     |
| 5                          | 10 | Dario Franchitti       | Chip Ganassi                 | 250    | +1.8936      | 6       | 172                 | 32     |
| 6                          | 6  | Ryan Briscoe           | Team Penske                  | 250    | +2.3638      | 10      | 0                   | 28     |
| 7                          | 3  | Hélio Castroneves      | Team Penske                  | 250    | +2.6742      | 13      | 0                   | 26     |
| 8                          | 28 | Ryan Hunter-Reay       | Andretti Autosport           | 250    | +4.1635      | 8       | 0                   | 24     |
| 9                          | 06 | James Hinchcliffe (R)  | Newman/Haas Racing           | 250    | +5.6282      | 7       | 0                   | 22     |
| 10                         | 7  | Danica Patrick         | Andretti Autosport           | 250    | +6.0337      | 2       | 0                   | 20     |
| 11                         | 67 | Ed Carpenter           | Sarah Fisher Racing          | 250    | +7.6755      | 14      | 0                   | 19     |
| 12                         | 22 | Justin Wilson          | Dreyer & Reinbold Racing     | 250    | +14.1537     | 12      | 0                   | 18     |
| 13                         | 19 | Alex Lloyd             | Dale Coyne Racing            | 250    | +16.8875     | 22      | 0                   | 17     |
| 14                         | 2  | Oriol Servià           | Newman/Haas Racing           | 249    | +1 volta     | 11      | 0                   | 16     |
| 15                         | 38 | Graham Rahal           | Chip Ganassi Racing          | 249    | +1 volta     | 20      | 0                   | 15     |
| 16                         | 77 | Alex Tagliani          | Sam Schmidt Motorsports      | 249    | +1 volta     | 15      | 0                   | 14     |
| 17                         | 59 | E. J. Viso             | KV Racing Technology - Lotus | 239    | Abandonou    | 19      | 0                   | 13     |
| 18                         | 14 | Vitor Meira            | A. J. Foyt Enterprises       | 227    | Abandonou    | 16      | 0                   | 12     |
| 19                         | 5  | Takuma Sato            | KV Racing Technology - Lotus | 182    | Contato      | 1       | 7                   | 13     |
| 20                         | 34 | Sebastian Saavedra (R) | Conquest Racing              | 114    | Contato      | 25      | 0                   | 12     |
| 21                         | 12 | Will Power             | Team Penske                  | 89     | Contato      | 5       | 0                   | 12     |
| 22                         | 83 | Charlie Kimball (R)    | Chip Ganassi Racing          | 62     | Mecânico     | 21      | 0                   | 12     |
| 23                         | 24 | Ana Beatriz (R)        | Dreyer & Reinbold Racing     | 44     | Contato      | 18      | 0                   | 12     |
| 24                         | 27 | Mike Conway            | Andretti Autosport           | 44     | Contato      | 9       | 0                   | 10     |
| 25                         | 18 | James Jakes (R)        | Dale Coyne Racing            | 22     | Contato      | 24      | 0                   | 10     |
| 26                         | 78 | Simona de Silvestro    | HVM Racing                   | 0      | Não largou   | 26      | 0                   | 5      |
| Relatório[ligação inativa] |    |                        |                              |        |              |         |                     |        |

- (R) - Rookie

## Tabela do campeonato após a corrida
Observe que somente as dez primeiras posições estão incluídas na tabela.
| Pos | Var     | Piloto           | Pontos |
| --- | ------- | ---------------- | ------ |
| 1   | Aumento | Dario Franchitti | 303    |
| 2   | Baixa   | Will Power       | 283    |
| 3   | Aumento | Scott Dixon      | 230    |
| 4   | Baixa   | Oriol Servià     | 216    |
| 5   | Aumento | Tony Kanaan      | 211    |

| Pos | Var     | Piloto               | Pontos |
| --- | ------- | -------------------- | ------ |
| 6   | Aumento | Ryan Briscoe         | 193    |
| 7   | Baixa   | Graham Rahal         | 191    |
| 8   | Aumento | Marco Andretti       | 184    |
| 9   | Aumento | J. R. Hildebrand (R) | 169    |
| 10  | Baixa   | Alex Tagliani        | 161    |